# Sociedade Americana de Panfletos
A Sociedade Americana de Panfletos (American Tract Society, ATS), é uma sociedade missionária protestante interdenominacional. Foi fundada em 11 de maio de 1825. Seus objetivos foram estabelecidos naquela ocasião como:
To make Jesus Christ known in His redeeming grace and to promote the interests of vital godliness and sound morality, by the circulation of Religious Tracts, calculated to receive the approbation of all Evangelical Christians.  (Fazer Jesus Cristo conhecido em Sua graça redentora e promover os interesses da religiosidade vital e sã moralidade pela circulação de panfletos religiosos, preparados para receber a aprovação de todos Cristãos Evangélicos).
A primeira sede da ATS foi um prédio de quatro andares no número 87 da Nassau Street, em Nova Iorque. Mais tarde, em 1894, os fundos monetários já eram suficientes para prover a construção de um prédio de 23 andares próximo à Broadway e à Quinta Avenida. Na época de sua construção essa segunda sede era um dos prédios mais altos da cidade de Nova Iorque, e ainda está de pé. A criação da ATS foi motivada por três fatores: os Avivamentos religiosos, a rápida expansão norte-americana para o oeste e a desenfreada imigração para os Estados Unidos no século XIX. O objetivo da ATS era encontrar uma forma rápida e eficaz de evangelização, especialmente para o oeste americano, daí o uso de panfletos e folhetos contendo informações resumidas e de fácil assimilação. Essa técnica tornou-se uma das mais utilizadas entre as organizações e igrejas evangélicas.